# Vern Schuppan
Vernon "Vern" Schuppan, född 19 mars 1943 i Booleroo, är en australisk racerförare.

## Racingkarriär
Schuppan debuterade i formel 1 1972 och tävlade sedan sporadiskt under några säsonger. Schuppan körde även ett antal lopp i Indianapolis 500 och var senare med och vann Le Mans 24-timmars i en Porsche 956 1983.

## F1-karriär
| \| Säsong \| Stall/Tillverkare \| Poäng \| Placering \| \| ------ \| ----------------- \| ----- \| --------- \| \| 1972 \| BRM[1] \| 0 \| – \| \| 1974 \| Ensign-Ford \| 0 \| – \| \| 1975 \| Hill-Ford[2] \| 0 \| – \| \| 1977 \| Surtees-Ford[3] \| 0 \| – \| | 1. Sverige 1974 2. Nederländerna 1974 |       |           |
| Säsong | Stall/Tillverkare                     | Poäng | Placering |
| 1972 | BRM                                   | 0     | –         |
| 1974 | Ensign-Ford                           | 0     | –         |
| 1975 | Hill-Ford                             | 0     | –         |
| 1977 | Surtees-Ford                          | 0     | –         |